# 체스터필드 코트

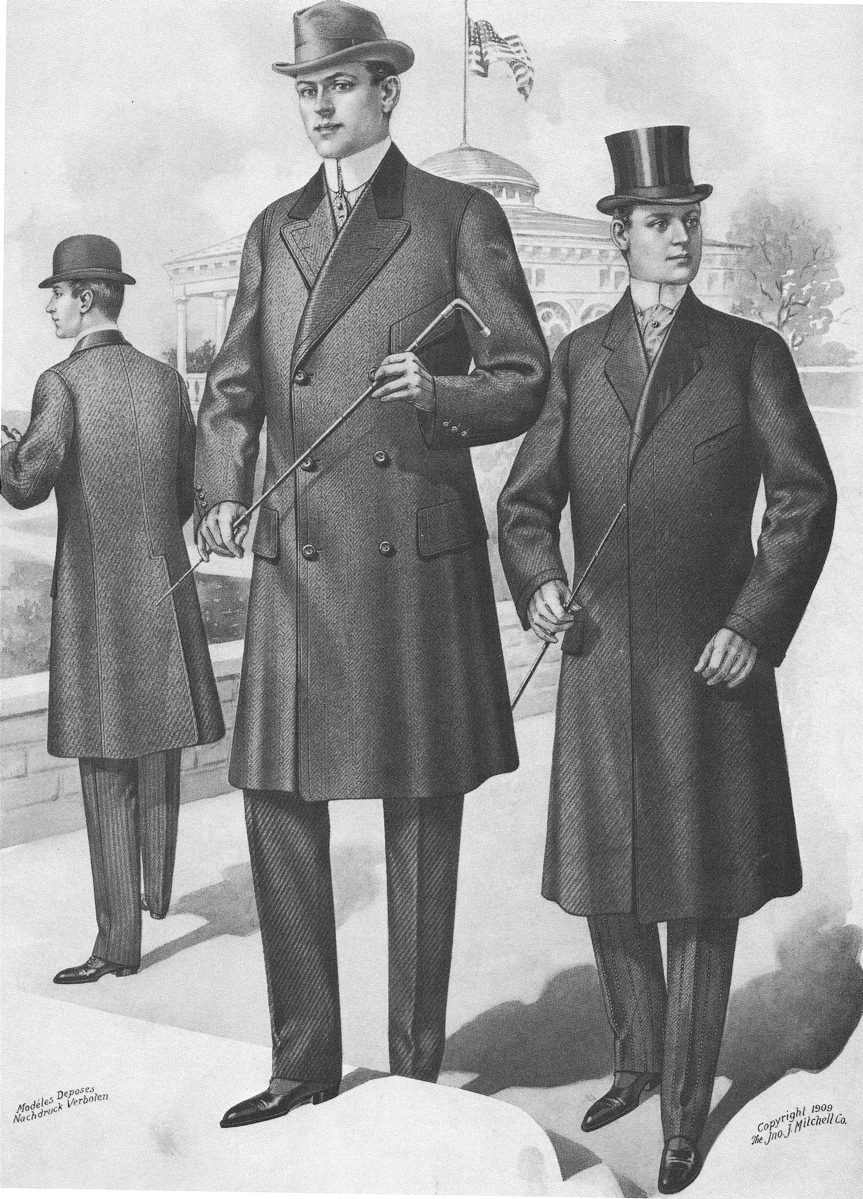
체스터필드 코트를 입은 남성. 특히 제일 우측의 남성과 같은 버튼이 안보이는 원단을 비익 원단이라고 한다.

체스터필드 코트(chesterfield coat)는 코트의 일종이다. 길이는 약간 긴 것이 기본이며, 무릎 정도가 일반적이다. 19세기에 체스터필드 백작이 처음 입은 것이 유래다. 특히 빅토리아 시대 아래의 영국에서는 남성의 외투로서 유행했다.
울이 많지만 그 밖에 캐시미어, 멜톤, 폴리에스터 혼방도 존재한다.